# 아스트랄 스웨기
아스트랄 스웨기는 대한민국의 가수다. 2019년 EP 《Starship Trappers》로 정식 데뷔했다.

## 방송
- 드랍더비트 (2022) - Top48(33위)

## 음반
- Starship Trappers (2019)
- 이제다시 일어나야해!! (2020)
- 어푸어푸! (2020)
- 새들의왕 (2020)
- Kyoto Capybara (2021)
- 비싼옷 (2021)
- 샤크로켓!!! (2021)
- 시작은 (2022)

### MYMYLIFE
- MYMYLIFE (2022)